# 版纳龙船花
版纳龙船花（学名：Ixora paraopaca）为茜草科龙船花属下的一个种。

## 扩展阅读
- 維基物種上的相關：版纳龙船花